# Music (film, 2023)
Pour les articles homonymes, voir Musik et Music.
Pour plus de détails, voir Fiche technique et Distribution.
Music est un film dramatique allemand écrit et réalisé par Angela Schanelec, sorti en 2023. 
Le film est librement inspiré du mythe d'Œdipe. Angela Schanelec relie ce mythe à la création musicale avec son  interprétation contemporaine de la tragédie d'Œdipe.

## Synopsis
Trouvé à sa naissance par une nuit de tempête dans les montagnes grecques, Jon est recueilli et adopté, sans avoir connu ni son père, ni sa mère. 
À l'âge de 20 ans, il tue accidentellement son père et est condamné. Il tombe amoureux d'Iro, gardienne de la prison où il purge sa peine, et a un enfant avec elle. Iro prend soin de Jon et lui enregistre de la musique. Ils ignorent tous les deux qu'elle est sa mère biologique.  
Vingt ans plus tard, il vit à Londres avec sa fille et sa vue commence à baisser graduellement. À chaque perte qu'il subit, il gagne quelque chose en contrepartie. Ainsi, bien qu'il soit devenu aveugle, il vit plus que jamais sa vie. 

## Fiche technique
- Titre : Music
- Titre de travail : Musik
- Réalisation et scénario : Angela Schanelec
- Photographie : Ivan Marković
- Montage : Angela Schanelec
- Musique : Doug Tielli
- Production : Kirill Krasovski
- Pays de production : Allemagne, France, Serbie
- Langue originale : grec, anglais
- Format : couleur
- Genre : drame
- Durée : 108 minutes
- Dates de sortie :
  - Allemagne : 21 février 2023 (Berlinale 2023) 
  - France : 8 mars 2023

## Distribution
- Aliocha Schneider : Jon
- Agathe Bonitzer : Iro
- Marisha Triantafyllidou (de) : Merope
- Argyris Xafis (el) : Elias
- Frida Tarana : Phoebe, 6 ans
- Ninel Skrzypczyk : Phoebe, 14 ans
- Miriam Jakob : Marta
- Wolfgang Michael : Hugh
- Stamatis Baknis :
- Eleni Chalastani :
- Konstantinos Lainas :
- Giannis Trouboukis : policier

## Sortie

### Accueil critique
En France, le site Allociné propose une moyenne de 3,5⁄5, fondée sur 8 critiques de presse.

## Distinctions
- Berlinale 2023 : Ours d'argent du meilleur scénario